# Cerbalus pellitus
Cerbalus pellitus is een spinnensoort in de taxonomische indeling van de jachtkrabspinnen (Sparassidae).
Het dier behoort tot het geslacht Cerbalus. De wetenschappelijke naam van de soort werd voor het eerst geldig gepubliceerd in 1960 door Kritscher.